# Voltamperometría escalonada

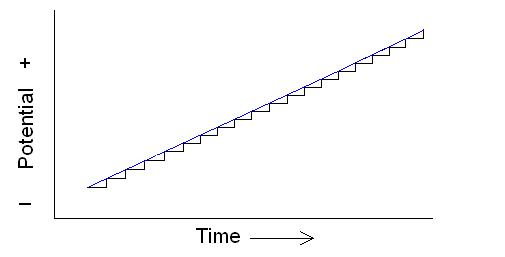
Barrido de potencial escalonado (negro) frente a un barrido de potencial lineal (azul)

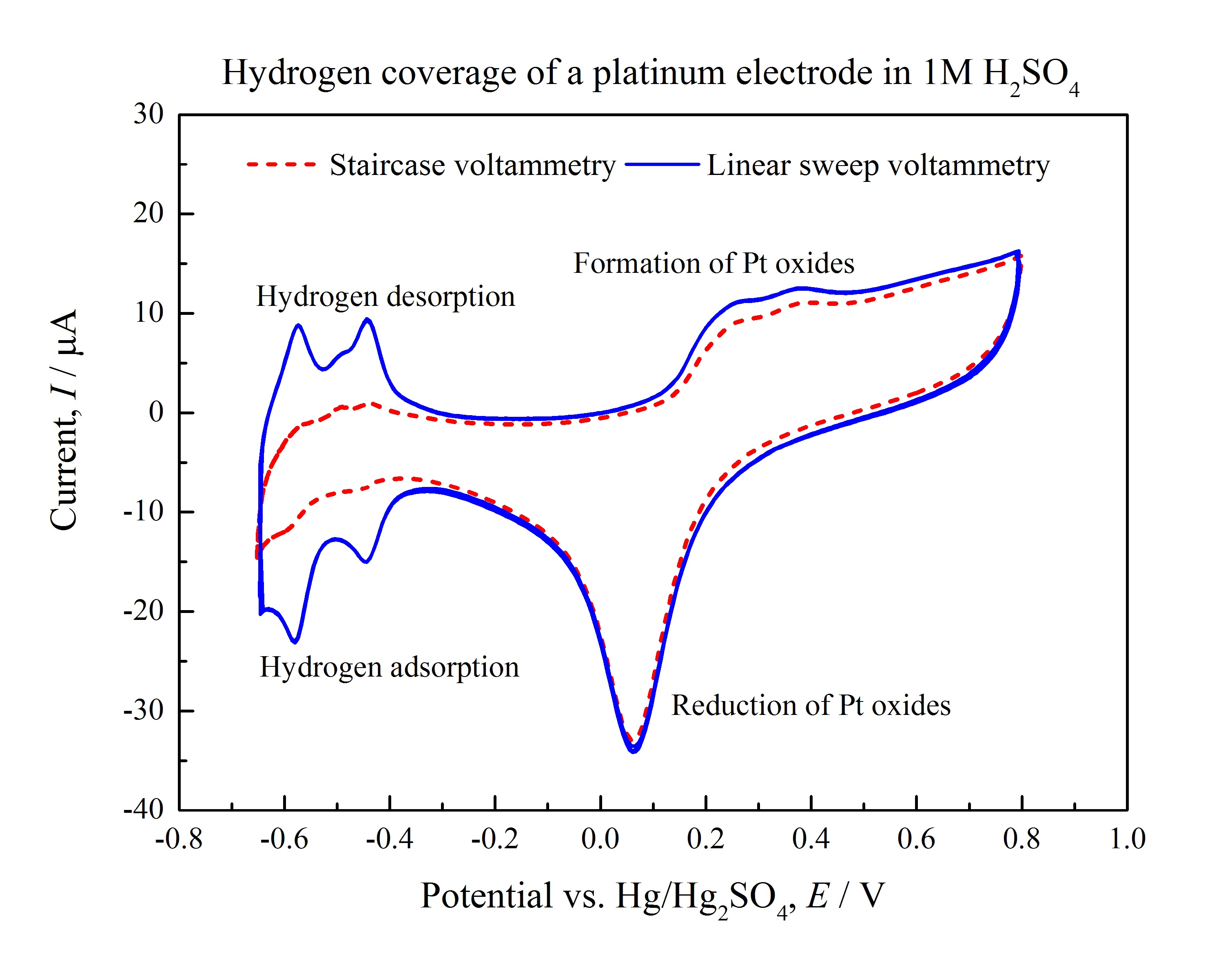
Comparación de la señal de corriente de un electrodo de disco de platino en ácido sulfúrico 1 M obtenida por los métodos de voltamperometría de barrido lineal y voltamperometría escalonada.

La voltamperometría escalonada es un derivado de la voltamperometría de barrido lineal. En la voltamperometría de barrido lineal, se mide la corriente en un electrodo de trabajo mientras se barre linealmente en el tiempo el potencial entre el electrodo de trabajo y el electrodo de referencia. La oxidación o reducción de las especies se registra como un pico o un valle en la señal de corriente al potencial en el que la especie comienza a oxidarse o reducirse.
En la voltamperometría escalonada, el barrido potencial es una serie de escalones. La corriente se mide al final de cada cambio de potencial, justo antes del siguiente, de modo que se reduce la contribución de la corriente de carga capacitiva a la señal de corriente.